# Warhammer Online: Age of Reckoning
Warhammer Online: Age of Reckoning (WAR) era un videojuego de rol en línea multijugador masivo de los creadores de Dark Age of Camelot basado en el popular mundo de fantasía Warhammer de Games Workshop, WAR presenta un sistema de juego de nueva generación Reino contra Reino (RvR) que sumergirá a los jugadores en un mundo en perpetuo conflicto.
El juego se encuentra en las tiendas bajo el contrato de NDA. Cada mes jugado cuesta: 
- 1 mes: $14.99
- 3 meses: $41.97 ($13.99/mes)
- 6 meses: $77.94 ($12.99/mes)

Tras cinco años de su lanzamiento y sin haber logrado nunca el éxito que se esperaba, se anunció el cierre definitivo de los servidores el 18 de diciembre de 2013.

## Reino contra Reino
Tras acceder a WAR, los jugadores deben decidir su lealtad y unirse a un Ejército. Los que se inclinen por el lado del bien lucharán por el Ejército del Orden como un obstinado Enano, un noble Alto Elfo o un leal soldado humano del Imperio. Aquellos que se decanten por hazañas más oscuras se posicionarán del lado del siniestro Ejército de la Destrucción como un salvaje Piel Verde (Orco o Goblin), un corrupto Elfo Oscuro o un humano adorador del Caos.
Los combates RvR tienen lugar en tres frentes donde los antiguos enemigos libraron una interminable batalla: Enanos contra Pieles Verdes, Altos Elfos contra Elfos Oscuros y el Imperio contra el Caos. Los jugadores comienzan el juego luchando contra su enemigo ancestral, pero son libres de viajar a otros frentes para ayudar a sus aliados en sus constantes enfrentamientos.
El objetivo final en un combate RvR es saquear la capital del enemigo. Para ello, un ejército debe invadir y tomar el control de la tierra del contrario. Las batallas decisivas tienen lugar en campos de batalla basados en objetivos y en instancias privadas. Son batallas de puntos equilibradas que hacen uso de mercenarios NPC (personajes no jugadores) conocidos como los Perros de la Guerra o mercenarios.
Por primera vez, el sistema RvR de WAR integra combates jugador contra jugador (PvP) y jugador contra entorno (PvE) en el mismo mapa. Cada aspecto del juego, incluidas las misiones PvE, está adaptado al estilo de juego bélico. Sin embargo, no es necesario que los jugadores participen en combates PvP y pueden ayudar en la guerra RvR y disfrutar del contenido completo del juego mediante PvE .
Ilustrado a partir del material altamente detallado de todo un cuarto de siglo, Warhammer Online: Age of Reckoning da vida al mundo de fantasía de Games Workshop de un modo que permitirá a los jugadores crear personajes destinados a realizar grandes hazañas y ganarse la gloria en el campo de batalla.

## Características
Dominado por la fuerza de las armas y la magia, este mundo ofrece la oportunidad a cientos de miles de jugadores de experimentar la naturaleza épica de la guerra y la gloria de la batalla.
Únete a uno de los seis ejércitos y lucha con los Ejércitos del Orden (Enanos, Altos Elfos o Imperio) o las Armadas de la Destrucción (Pieles Verde, Elfos Oscuros o Caos).Sistema de juego de nueva generación Reino contra Reino (RvR) que integra combates Personaje contra Personaje (PvP) y Personaje contra Ejército (PvE) en el mismo mapa en apoyo a la gran guerra.
```
     Cuatro niveles de combate RvR:
  1. Escaramuza: Combate casual PvP.
  2. Campos de batalla: Batallas basadas en objetivos en el mundo del juego
  3. Escenarios: Equilibradas batallas de puntos en instancias con Perros de la Guerra como NPCs
  4. Campañas: La invasión de las tierras del enemigo que culmina con el asalto a su capital
```

Lleva a cabo una amplia variedad de misiones PvE relacionadas con los esfuerzos de guerra de un
ejército, incluyendo:
1. Misiones públicas que se benefician de la participación del ejército entero
2. Misiones de conflicto que enfrentan a los jugadores con un enemigo con objetivos opuestos.
3. Misiones ramificadas que te permiten elegir el resultado de éstas y tu recompensa.
4. Misiones de Navidad que recompensan esa exploración con un botín de gran valor.

Un sólido sistema de combate que introduce Tácticas de jugador (poderes obtenidos con los que equiparse antes de comenzar la batalla) y Habilidades morales (opciones de combate que aumentan tu potencia cuando la batalla está a tu favor).
Modelos de jugador que cambian para reflejar el poder relativo de un personaje (por ejemplo, los Orcos aumentan su tamaño y crece la barba de los Enanos). Armaduras personalizables y un sistema de gremio visual que permite a un jugador hacer que su personaje sea realmente único.Hay unas 4.000.000 de combinaciones posibles entre el color de la armadura, la cara, el casco... 
Emprende una búsqueda épica para completar el Tomo del conocimiento y desbloquear la sabiduría de Warhammer, información detallada de monstruos y argumentos importantes de la historia que te ayudaran a lo largo del juego.

## Razas
Las razas en Warhammer Online: Age of Reckoning están divididas en dos partes:
- Orden: Se encuentran las razas de los humanos (El Imperio), los Enanos y los Altos Elfos.
- Destrucción: Incluye los humanos que apoyan al "Dios de la Transformación" (El Caos), los Orcos y Goblins (Pieles verdes) y a los Elfos Oscuros.

Cada una de las dos facciones están enfrentadas entre ellas siendo enemigos acérrimos El Imperio con El Caos, los Pieles verdes con los Enanos y los Altos Elfos con sus primos los Elfos Oscuros. Los jugadores pueden ir a los reinos aliados utilizando los maestro de vuelo y ayudarse mutuamente en las batallas que se produzcan en las diferentes zonas RvR (Reino contra Reino) si así lo desean.

## Clases
| Clases        | Clases de cada raza            | Clases de cada raza            | Clases de cada raza  | Clases de cada raza |
| ------------- | ------------------------------ | ------------------------------ | -------------------- | ------------------- |
| Razas         | Tank                           | Melee Damage                   | Ranged Damage        | Support             |
| Enanos        | Rompehierros                   | Matador                        | Ingeniero            | Sacerdote Rúnico    |
| Altos Elfos   | Maestro de la Espada           | León Blanco                    | Sombrío              | Archimago           |
| El Imperio    | Caballero del Sol Llameante    | Cazador de Brujas              | Hechicero Brillante  | Sacerdote Guerrero  |
| Caos          | Elegido del Caos (sólo hombre) | Bárbaro del Caos (sólo hombre) | Mago                 | Fanático            |
| Elfos Oscuros | Guardia Negra                  | Elfa Bruja (sólo mujer)        | Hechicera/Hechicero  | Discípulo de Khaine |
| Pielesverdes  | Orco Negro                     | Rebanador                      | Pastor de Garrapatos | Chamán Goblin       |